# Liberarsi - Figli di una rivoluzione minore
Liberarsi - Figli di una rivoluzione minore è un film del 2007 diretto da Salvatore Romano.

## Trama
Reggio Calabria, giorni nostri. Pietro, giornalista televisivo italo-canadese, arriva in città con la salma della madre per darle degna sepoltura nella città natia. Scopre presto che il padre è morto durante i Moti di Reggio del 1970. Ad aiutarlo a far luce sul mistero ci sono Alba, Don Pino e Maria.

## Produzione
Il film è stato girato interamente tra Reggio e i comuni limitrofi, numerose location sono state individuate sulla Costa Viola. La troupe contava circa 30 persone. Quattro settimane di riprese no stop, 18 000 metri di pellicola 35 mm e 5 ore di girato in HD, che equivalgono a circa il 15% del film.
Quasi 200 comparse impiegate, che hanno lavorato tutte in forma di volontariato. Più di 15 i mezzi di scena anni settanta utilizzati, più di mille litri di acqua consumati per far fronte alle temperature anche intorno ai 45 gradi che hanno caratterizzato il mese di riprese. Le scene ambientate in Canada sono state girate a Gambarie in due giorni. Le scene delle barricate sono state girate presso Campo Calabro.